# Metriche di progetto
Le metriche di progetto rappresentano un insieme di indicatori rivolto a tenere sotto controllo e prevedere l'andamento delle principali variabili critiche del progetto (i costi, i tempi, la qualità, le risorse, le variazioni di scopo, ecc.). Le metriche includono solitamente una serie di indicatori standard, ma possono essere estese con altri indicatori definiti ad hoc in base alla specifica natura del progetto.

## Introduzione alle metriche
L'introduzione delle metriche consente di quantificare nel modo più obiettivo possibile le performance del progetto attraverso la misurazione dell'insieme di indicatori che ne fanno parte. Tipicamente uno degli usi più importanti delle metriche è quello di misurare l'avanzamento del progetto a fronte del piano.
I vantaggi del loro utilizzo consentono di:
- identificare i problemi di costo/schedulazione prima che diventino criticità;
- aiutare il team a focalizzarsi sul completamento delle proprie attività.

In particolare la tecnica denominata Earned Value Analysis consente di individuare un denominatore comune per:
- il tempo speso (a fronte del tempo stimato)
- il denaro speso (a fronte del costo a budget)
- il valore del lavoro realizzato, il cosiddetto Earned Value (a fronte del lavoro stimato)

Nei progetti in cui il costo del lavoro ha un peso schiacciante (tipicamente nella erogazione di servizi), questo denominatore comune può essere espresso sia in termini di effort (giorni/uomo) oppure in termini economici, a seconda della convenienza. Per passare da una unità all'altra è sufficiente conoscere il costo delle risorse impiegate.

## Elenco delle principali metriche di progetto standard
| nome metrica            | acronimo                                    | significato |
| ----------------------- | ------------------------------------------- | --- |
| Planned Value           | PV o BCWS (Budgeted Cost of Work Scheduled) | Costo pianificato (in giorni o €) per realizzare le attività di progetto alla data corrente. |
| Actual cost             | AC o ACWP (Actual Cost of Work Performed)   | Costo effettivamente sostenuto (gg o €) alla data corrente. |
| Earned Value            | EV o BCWP (Budgeted Cost of Work Performed) | Valore (gg o €) delle attività realizzate alla data corrente. Rappresenta il valore prodotto dal progetto ossia il valore dei deliverable rilasciati fino al momento della misurazione in seguito alle attività svolte. |
| Budget at Completion    | BAC                                         | Valore previsto per la realizzazione del progetto (valore iniziale previsto). |
| Estimated at Completion | EAC                                         | Revisione del valore stimato per la realizzazione del progetto (costo sostenuto + stima costo ancora da sostenere), ossia il BAC rivisto allo stato corrente del progetto. EAC = ACWP + ETC. |
| Estimate to Complete    | ETC                                         | Valore stimato per la realizzazione delle rimanenti attività necessarie al completamento del progetto. |
| Cost Variance           | CV                                          | Indica se il valore del costo realmente maturato è maggiore, uguale o minore rispetto al costo effettivo. CV = BCWP – ACWP È un indicatore di produttività o efficienza soprattutto nei confronti del Management dell'azienda. Se CV > 0 significa che il progetto produce con maggior efficienza (minor costo) rispetto a quanto pianificato, viceversa se negativo. |
| Schedule Variance       | SV                                          | Indica se si è in linea, in anticipo o in ritardo rispetto alla schedulazione delle attività di progetto pianificate nella baseline. SV = BCWP – BCWS È un indicatore di efficacia soprattutto nei confronti del Cliente. Se SV > 0 significa che il progetto sta producendo (ossia rilasciando deliverable) con maggior velocità a quanto pianificato, viceversa se negativo. |
| Budget Variance         | BV                                          | Indica se alla data corrente si è speso di più o di meno rispetto a quanto previsto a budget alla data corrente. BV = BCWS – ACWP È un indicatore che ha un valore unicamente contabile e finanziario. Se BV > 0 significa che il progetto sta spendendo il proprio budget con minor velocità di quanto pianificato, viceversa se negativo. Il fatto di spendere più velocemente il budget non ha nulla a che fare con il risparmio che se ne può avere, rappresentato invece da CV. |

## Tecniche di misurazione delle metriche di progetto standard

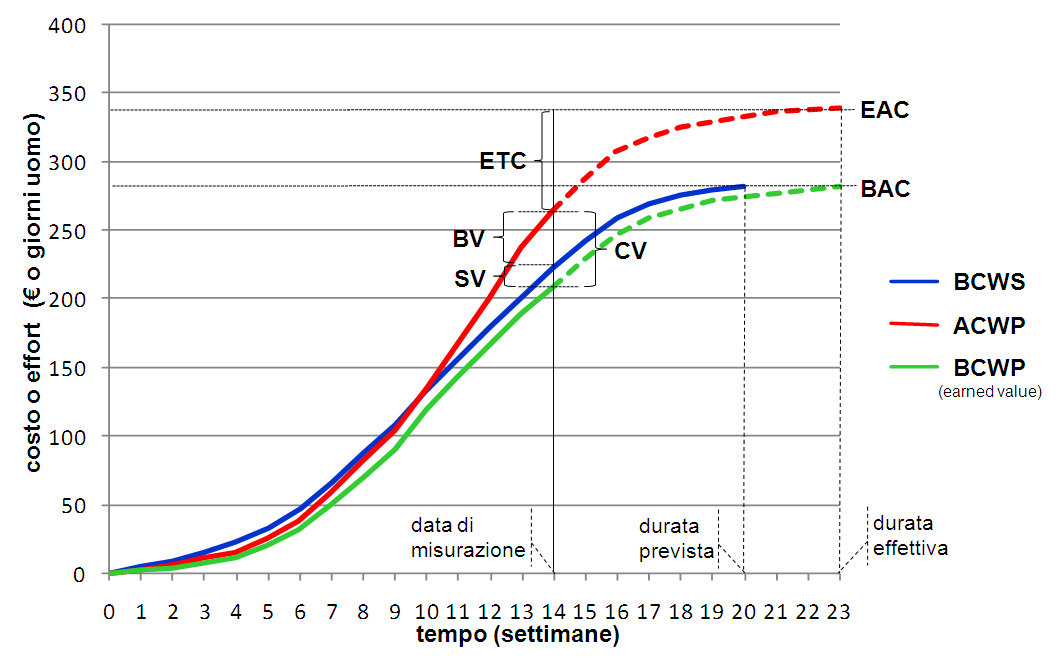
Metriche di progetto

In fase di pianificazione (o ripianificazione) del Progetto la metrica BCWS viene valorizzata fin dall'inizio per tutti gli intervalli di misurazione del progetto che sono ritenuti opportuni, mentre il BAC rappresenta il valore totale stimato del progetto. Per determinare la BCWS è necessario:
- costruire la work breakdown structure;
- individuare le risorse;
- schedulare l'impegno per risorsa per attività.

Le altre metriche standard (BCWP, ACWP, EAC) e le varianze (CV, SV, BV) vengono calcolate durante l'esecuzione del progetto negli intervalli di monitoraggio che sono stati pianificati:
- per calcolare l'ACWP (il costo attuale alla data di misurazione) occorre rilevare l'effort sostenuto (impegno per risorsa per attività)
- per calcolare il BCWP (il valore maturato alla data di misurazione, il cosiddetto Earned Value) occorre stimare il valore effettivamente maturato. Nei progetti in cui il costo del lavoro è nettamente predominante rispetto agli altri costi, spesso si approssima tale stima mediante procedimenti di questo genere[1]:
  - BCWP totale del Progetto = Σ BCWP singole attività
  - dove BCWP della singola attività = %Completamento attività x BAC della singola attività
  - dove %Completamento attività = GG erogati alla data / (GG erogati alla data + GG stimati ancora da erogare)
- le varianze (che rappresentano le differenze tra ciascuna delle 3 metriche BCWS, BCWP e ACWP) si calcolano di conseguenza secondo le formule riportate nella definizione.

La percentuale di completamento non necessariamente si misura in ore lavorate, in quanto dovrebbe quantificare il reale stato avanzamento lavori, o percentuale di completamento fisico del bene o opera.
Valgono le seguenti relazioni:

{\displaystyle {\begin{aligned}\mathrm {EV} &=\sum _{\mathrm {Start} }^{\mathrm {Current} }\mathrm {PV(Completed)} \end{aligned}}},
ma anche che dall'inizio a vita intera della commessa/progetto valori economici (Earned Value) e valori finanziari (Net Cash Flow) devono riconciliarsi e coincidere: al solito, la differenza fra valore finanziario ed economico è il temporaneo sfasamento temporale tra il punto in cui si manifesta il costo o ricavo e quello in cui si manifesta l'uscita o entrata di denaro corrispondente.
{\displaystyle {\begin{aligned}\mathrm {EV} &=\sum _{\mathrm {Start} }^{\mathrm {End} }\mathrm {DiscountedNetCashFlow} \end{aligned}}}

### In italiano
- Nascita ed evoluzione dell'Earned Value (PDF) [collegamento interrotto], su pmi-nic.org.
- Misurare l'avanzamento di un progetto (Andrea Bressan), su pmi.it. URL consultato il 21 settembre 2008 (archiviato dall'url originale il 4 aprile 2008).

### In inglese
- PMI College of Performance Management, su pmi-cpm.org.
- US DoD Earned value management website, su acq.osd.mil. URL consultato il 21 settembre 2008 (archiviato dall'url originale il 31 ottobre 2004).
- The Acquisition Community Connection on EVM, su acc.dau.mil. URL consultato il 21 settembre 2008 (archiviato dall'url originale il 4 ottobre 2008).
- EVM at NASA, su evm.nasa.gov. URL consultato il 21 settembre 2008 (archiviato dall'url originale il 18 giugno 2006).
- EVM in the Australian Department of Defence, su defence.gov.au.
- UK MoD on-line training using Flash player (SWF), su aof.mod.uk. URL consultato il 21 settembre 2008 (archiviato dall'url originale il 13 febbraio 2012).
- Start With "Simple" Earned Value On All Your Projects (PDF), su primavera.com. URL consultato il 21 settembre 2008 (archiviato dall'url originale il 19 aprile 2009).
- AACE Internationals' Earned Value Professional Certification, su aacei.org.